# کامارلس
کامارلس (به اسپانیایی: Camarles) یک شهرستان در اسپانیا است که در کاتالونیا واقع شده‌است.

## خصوصیات
کامارلس ۲۵٫۱۶ کیلومترمربع مساحت و ۳٬۴۷۹ نفر جمعیت دارد و ۱۳ متر بالاتر از سطح دریا واقع شده‌است.